# Lacapelle-Marival
Lacapelle-Marival là một xã thuộc tỉnh Lot trong vùng Occitanie phía tây nam nước Pháp.